# Magdalena Probst
Magdalena Barbara Leonie Probst (* 24. Januar 2004 in Mühlacker) ist eine deutsche Handballspielerin.

## Karriere

### Im Verein
In der Jugend spielte sie für die SG BBM Bietigheim und erreichte mit der A-Jugend in der Saison 2020/21 das Final Four. Dabei konnte sie bereits Erfahrungen mit der zweiten Mannschaft in der 3. Liga und auch in der Bundesliga sammeln. So erzielte sie mit 16 Jahren ihr erstes Bundesligator am  6. Januar 2021 gegen den 1. FSV Mainz 05. 2022 wechselte sie zum Bundesliga-Aufsteiger VfL Waiblingen. Nach einer Saison stieg sie mit Waiblingen in die 2. Bundesliga ab. Im Sommer 2024 wechselte sie zum Ligakonkurrenten 1. FSV Mainz 05.

### In Auswahlmannschaften
Sie nahm mit der deutschen Jugend-Nationalmannschaft an der U17-Europameisterschaft 2021 teil und belegte dort den zweiten Platz. Bei der U18-Weltmeisterschaft 2022 belegten sie den zehnten Platz. Anschließend rückte Probst in den Kader der Juniorinnen-Nationalmannschaft auf, mit der sie den elften Platz bei der U-19-Europameisterschaft 2023 sowie den neunten Platz bei der U-20-Weltmeisterschaft 2024 belegte. Ab 2019 war sie Kapitänin in ihrer jeweiligen Altersklasse.